# Яконовское сельское поселение
Яко́новское се́льское поселе́ние — муниципальное образование в составе Торжокского района Тверской области. На территории поселения находится 60 населённых пунктов.
Центр поселения — село Яконово.
Образовано в 2005 году, включило в себя территорию Яконовского сельского округа.
Законом Тверской области от 17 апреля 2017 года № 23-ЗО были преобразованы, путём их объединения, муниципальные образования Яконовское, Никольское и Осташковское сельские поселения в Яконовское сельское поселение.

## Географические данные
- Общая площадь: 111,6 км²
- Нахождение: северо-западная часть Торжокского района
  - Граничит:
    - на севере — с Осташковским СП
    - на востоке — с Большесвятцовским СП
    - на юге — с Никольским СП и Рудниковским СП
    - на западе — с Кувшиновским районом, Пеньское СП.

На востоке поселения (по границе) протекает река Осуга, её приток Поведь — по северной границе.

## Население
По переписи 2002 года — 1002 человек, на 01.01.2008 — 1031 человек.
Национальный состав: русские.

## Населенные пункты
На территории поселения находятся следующие населённые пункты:

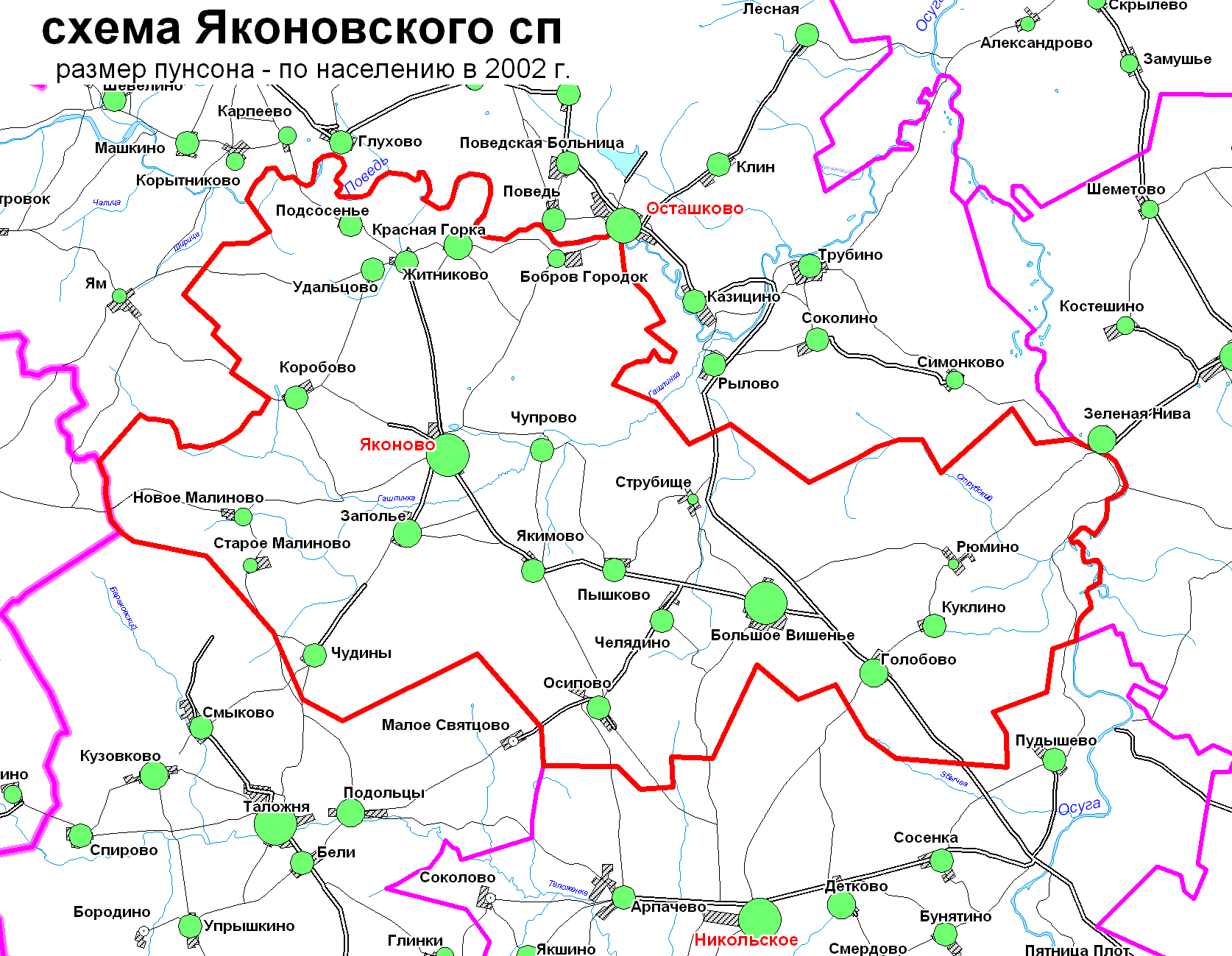
Схема Яконовского сп

| Тип  | Название        | Население | Население | Население |
| Тип  | Название        | 1996      | 2002      | 2008      |
| ---- | --------------- | --------- | --------- | --------- |
| село | Яконово         | 325       | 253       | 256       |
| дер. | Бобров Городок  | 16        | 7         | 3         |
| дер. | Большое Вишенье | 385       | 349       | 383       |
| дер. | Голобово        | 51        | 51        | 51        |
| дер. | Житниково       | 28        | 23        | 11        |
| дер. | Заполье         | 53        | 58        | 59        |
| дер. | Коробово        | 25        | 24        | 22        |
| дер. | Красная Горка   | 44        | 51        | 42        |
| дер. | Куклино         | 13        | 11        | 6         |
| дер. | Новое Малиново  | 8         | 6         | 3         |
| дер. | Осипово         | 20        | 27        | 26        |
| дер. | Подсосенье      | 12        | 12        | 10        |
| дер. | Пышково         | 15        | 15        | 13        |
| дер. | Рюмино          | 3         | 1         | 2         |
| дер. | Старое Малиново | 9         | 5         | 28        |
| дер. | Струбище        | 0         | 1         | 0         |
| дер. | Удальцово       | 33        | 30        | 29        |
| дер. | Челядино        | 36        | 33        | 33        |
| дер. | Чудины          | 15        | 11        | 11        |
| дер. | Чупрово         | 9         | 11        | 11        |
| дер. | Якимово         | 26        | 28        | 32        |

## История
В XI—XIV вв. территория поселения относилась к Новгородской земле и составляла часть «городовой волости» города Торжка (Нового Торга).
В XV веке присоединена к Великому княжеству Московскому.
- После реформ Петра I территория поселения входила:
  - в 1708—1727 гг. в Санкт-Петербургскую (Ингерманляндскую 1708—1710 гг.) губернию, Тверскую провинцию,
  - в 1727—1775 гг. в Новгородскую губернию, Тверскую провинцию, Новоторжский уезд,
  - в 1775—1796 гг. в Тверское наместничество, Новоторжский уезд,
  - в 1796—1929 гг. в Тверскую губернию, Новоторжский уезд,
  - в 1929—1935 гг. в Московскую область, Новоторжский район,
  - в 1935—1963 гг. в Калининскую область, Новоторжский район,
  - в 1963—1990 гг. в Калининскую область, Торжокский район,
  - с 1990 в Тверскую область, Торжокский район.

В середине XIX — начале XX века большинство деревень поселения относились к Поведской волости Новоторжского уезда.
В 1950-е годы деревни поселения входили в Большевишенский сельсовет Калининской области.

## Известные люди
В деревне Чупрово родился Герой Советского Союза Абрамов Николай Александрович.